# Séry-Magneval
Séry-Magneval is een gemeente in het Franse departement Oise (regio Hauts-de-France) en telt 269 inwoners (1999). De plaats maakt deel uit van het arrondissement Senlis.

## Geografie
De oppervlakte van Séry-Magneval bedraagt 6,0 km², de bevolkingsdichtheid is 44,8 inwoners per km².
De onderstaande kaart toont de ligging van Séry-Magneval met de belangrijkste infrastructuur en aangrenzende gemeenten.

## Demografie
Onderstaande figuur toont het verloop van het inwonertal (bron: INSEE-tellingen).